# Painkiller (TV-serie, 2024)
Painkiller är en svensk dramakomediserie skapad av Gabriela Pichler (manus, regi) och Johan Lundborg (manus, foto). Den hade premiär på SVT Play den 26 januari 2024. Första säsongen består av sex avsnitt.

## Handling
Serien kretsar kring en mamma och en dotter som försöker göra livet bättre för den andra, men misslyckas gång på gång.

## Rollista (i urval)
- Dodona Imeri – Andrea
- Snezana Spasenoska – Dijana
- Angelika Prick – Sulan
- Jonas Sykfont – Göran
- John-Gilbert Gröndahl – Tim
- Julia Svensson - Clara